# Metrópole da Bessarábia
A Metrópole da Bessarábia (em romeno:  Mitropolia Basarabiei) ou Igreja Ortodoxa da Bessarábia é um distrito metropolitano autônomo dentro da Igreja Ortodoxa Romena no território da República da Moldávia. Oficialmente registrado em julho de 2002 pelo Governo da Moldávia.
Ela existe desde 14 de setembro de 1992, junto com a organização religiosa do Patriarcado de Moscou  - a Igreja Ortodoxa da Moldávia, por isso está em um estado de confronto com esta última.
O atual primaz é Sua Eminência Pedro (Paduraru) (lugar-tenente desde 19 de dezembro de 1992, metropolita desde 1995), Arcebispo de Chisinau, Metropolita da Bessarábia e Exarca das Planícies.
Por estatuto, o território da metrópole da Bessarábia é o da República da Moldávia. Além disso, como Exarca das Planícies (extraterritorial), o metropolita da Bessarábia tem jurisdição canônica sobre a diáspora ortodoxa romena no leste (a ex-União Soviética e a diáspora moldava), incluindo várias comunidades na Federação Russa, Ucrânia, Letônia, Lituânia, Estônia, bem como duas paróquias e um mosteiro nos EUA.

## História

### Origem da Igreja Ortodoxa na Bessarábia
Acredita-se que o Cristianismo foi levado pela primeira vez à Romênia e à Moldávia pelo apóstolo André.[carece de fontes?]
Seja como for, as sementes do cristianismo penetraram no baixo Danúbio junto com os colonos romanos. Até o século V, os bispos da Dácia estavam sob a jurisdição do arcebispo de Sirmium, sujeitos à jurisdição de Roma; a partir do século VI - na jurisdição de Justiniana Prima; do século VIII - Constantinopla.
Na primeira metade do século XIV, ocorreu a unificação estatal das unidades políticas, presentes no sul e no leste dos Cárpatos, sob um único governante. Ao mesmo tempo, com a unificação dos principados e voivodias romenas no sul dos Cárpatos em um Estado independente, a Valáquia, e após a formação do segundo Estado, a Moldávia, no leste dos Cárpatos, a unificação religiosa dos dois Estados independentes romenos ocorreram. Assim, ao invés de vários hierarcas dependendo de cada voivodato, apenas um foi eleito, com o nome de metropolita.
O metropolita da Moldávia foi mencionado pela primeira vez em 1386. Sua confirmação dificilmente foi aceita pelo Patriarcado de Constantinopla, que pretendia impor um hierarca grego, enquanto o país queria um romeno. Foi apenas em 26 de julho de 1401 que o bispo Iosif Mușat - consagrado pelo metropolita da Galícia, Antonio, e parente próximo do príncipe da Moldávia - foi reconhecido como metropolita. A sede da metrópole era em Suceava, enquanto que, na segunda metade do século XVII, foi transferida para Iasi.
Em 1401, quando o Patriarcado de Constantinopla reconheceu Iosif como metropolita canônico da Moldávia, este território fazia parte da Metrópole da Moldávia (fundada em 1386), que era pastoreado por hierarcas romenos, residentes em Suceava e depois em Iasi. Muito tarde, em 1812 - ano da sua anexação pelo Império Russo - este território foi incluído na jurisdição da Igreja Ortodoxa Russa, que em 1813 fundava neste território - reorganizado como um novo gubernia, denominado Bessarábia - a diocese de Chisinau liderada por Gavriil Banulescu-Bodoni. Após o tratado de paz de Paris em 1856, uma parte do sul da Bessarábia foi devolvida à Moldávia: os condados de Cahul, Bolgrado e Ismail, de modo que em 1864 o bispado do Baixo Danúbio foi estabelecido em Ismail com jurisdição sobre o território devolvido. Esta situação persistiu até 1878 quando, após o congresso em Berlim, os três condados do sul da Bessarábia foram reincorporados ao Império Russo e a Igreja neste território passou novamente para a jurisdição da Igreja Ortodoxa Russa.

### Fundação e autonomia
A metrópole foi fundada como uma arquidiocese no território bessarabiano após a adoção, em 9 de abril de 1918, em Chisinau pelo Conselho Nacional da Moldávia ("Sfatul Tarii") da decisão sobre a anexação da Bessarábia à Romênia (antes, desde 1812, fazia parte do Império Russo e as diocese de Chisinau e Khotin da Igreja Ortodoxa Russa operavam em seu território). Em maio de 1918, o arcebispo russo de Kishinev, Anastásio (Gribanovskiy), deixou a Bessarábia, recusando-se a se submeter às autoridades romenas, que o ofereceram para tornar-se subordinado à Igreja romena. Em 14 de junho de 1918, o Santo Sínodo em Bucareste nomeou o bispo de Khush, Nikodim (Munteanu), como vice-lugar-tenente do arcebispo da sé de Chisinau. Este último tomou uma série de medidas para assimilar a diocese à Igreja romena. Sob o bispo seguinte, Gurie (Grosu), em 1928 a diocese foi elevada à categoria de metrópole com a cátedra em Chisinau.
Durante a estada da Bessarábia na URSS em 1940-1941, o Patriarcado de Moscou, que não reconheceu a legalidade da subordinação da diocese à Igreja Ortodoxa Romena, restaurou sua jurisdição sobre ela: em dezembro de 1940, o bispo Alexy (Sergeev) de Tula foi nomeado governador temporário da diocese de Chisinau, e em maio de 1941 anos - seu bispo governante. No entanto, devido à captura da Bessarábia pelas tropas romenas em 1941, ele foi evacuado para a URSS. No período de 1941 a 1944, o território da Bessarábia, assim como a região de Odessa, fazia parte do Reino da Romênia e estava sob a jurisdição eclesiástica da metrópole bessarabiana da Igreja Ortodoxa Romena.
Em 1944, o território voltou a entrar na URSS e as atividades da diocese de Chisinau do Patriarcado de Moscou foram retomadas.
Após a independência da Moldávia em 1991, surgiu a questão de uma possível anexação à Romênia. Em 14 de setembro de 1992, um grupo de clérigos realizou uma assembléia diocesana e anunciou o restabelecimento de uma "Metrópole da Bessarábia" separada e a transferência para a Igreja Romena; a metrópole era chefiada pelo bispo vigário Pedro de Balti (Paduraru) e pelo arcipreste Pedro Buburuz, que foram banidos do ministério em 20 de outubro pelo Sínodo da Igreja Ortodoxa Russa, e em 19 de dezembro de 1992, sem cartas de licença, foram admitidos à Igreja Ortodoxa Romena, que declarou renovada a atividade da Metrópole da Bessarábia, agora autonôma.
Em 16 de julho de 2011, o metropolita Pedro (Paduraru) na aldeia de Kamyshovka, distrito de Izmail, região de Odessa, na presença do Secretário de Estado romeno, Eugen Tomak, membros do parlamento romeno, representantes do público e da mídia, consagrou uma igreja em homenagem aos Santos Apóstolos Pedro e Paulo, o que causou uma reação negativa da hierarquia da Igreja Ortodoxa Ucraniana.
Em 24 de maio de 2018, o Sínodo da Igreja Romena elegeu dois bispos para a cátedra vaga da metrópole: o arquimandrita Benjamin (Goryanu) foi nomeado bispo da diocese do Sul da Bessarábia, e o bispo vigário da diocese de Chisinau, Antônio (Telembiche), bispo de Beltsy.

## Estrutura

Metrópole Ortodoxa Romena da Bessarábia

De acordo com o artigo primeiro do Estatuto da Igreja Ortodoxa da Bessarábia, registrado em 30 de julho de 2002 e alterado em 7 de março de 2006 pelo despacho nº. 33 do Serviço de Estado para Assuntos Religiosos vinculado ao Governo da República da Moldávia, "segundo o relatório da ordem canônica e administrativa, a Metrópole da Bessarábia inclui as seguintes dioceses sufragâneas históricas":
- Arquidiocese de Chisinau;
- Diocese de Bălți (ex-diocese de Hotin);
- Diocese da Bessarábia do Sul (ex-diocese da Cidadela Branca e Ismail);
- Diocese de Dubasari e Transnístria (antiga Missão Ortodoxa Romena na Transnístria).